# Bad Day on the Block
Bad Day On the Block ook bekend als Under Pressure en The Fireman is een Amerikaanse thrillerfilm uit 1997, geregisseerd door Craig R. Baxley en geproduceerd door Chris Chesser en Alan Beattie. De hoofdrollen worden vertolkt door Charlie Sheen, Mare Winningham en David Andrews.

## Verhaal
Brandweerman Lyle Wilder beleeft een ernstige zenuwinzinking wanneer zijn vrouw Marge hem verlaat en hun zoon Kenny meeneemt. Hij ontwikkelt een psychose en begint een onophoudelijke terreur tegen iedereen, waaronder de buren en kennissen die hij verantwoordelijk houdt voor het feit dat zijn vrouw bij hem weg is. Wilder is alleen zelf de oorzaak van zijn ongeluk.

## Rolbezetting
| Acteur               | Personage            |
| -------------------- | -------------------- |
| Charlie Sheen        | Lyle Wilder          |
| Mare Winningham      | Catherine Braverton  |
| David Andrews        | Reese Braverton      |
| Noah Fleiss          | Zach Braverton       |
| Dawnn Lewis          | Sandy Tierra         |
| Chelsea Russo        | Chelsea Braverton    |
| John Ratzenberger    | Al Calavito          |
| Keone Young          | Ron de Reparateur    |
| David Hewlett        | Andrew               |
| Cody Jones           | D.J.                 |
| Karen Brigman        | Marge Wilder         |
| Rory Flynn           | Kenny Wilder         |
| Michelle Moffat      | Angel                |
| David Sutcliffe      | Helikopter Waarnemer |
| Errol G. Farquharson | 1ste Gangbanger      |
| Robert Thomas        | 2de Gangbanger       |
| Roy T. Anderson      | 3de Gangbanger       |
| Reggie Jackson       | Zichzelf             |